# Camarotea romiensis
Camarotea romiensis är en akantusväxtart som beskrevs av S. Elliot. Camarotea romiensis ingår i släktet Camarotea och familjen akantusväxter. Inga underarter finns listade i Catalogue of Life.